# サクラプレジデント
サクラプレジデント（欧字名:Sakura President、2000年4月11日 - 2024年3月15日）は、日本の競走馬、種牡馬。主な勝ち鞍に2002年の札幌2歳ステークス、2003年の札幌記念、2004年の中山記念。

## 戦績

### 2002年（2歳）
デビューは2002年の8月。札幌競馬場の芝1200メートルの新馬戦に出走し勝利を挙げた。騎手を務めたのは田中勝春。続く札幌2歳ステークスにて重賞初制覇を達成する。
その後朝日杯フューチュリティステークスへ直行し、単勝1番人気に支持された。ところがレースのスタート直後に飛び跳ねてしまい、大きく出遅れた。最後の直線では内から鋭く伸び追い上げたが、粘るエイシンチャンプにクビ差まで迫ったところがゴールで2着に敗れた。勝ちタイムの1分33秒5は当時グラスワンダーが保持していたレースレコードを上回るものであった。

### 2003年（3歳）
2003年の初戦はスプリングステークスで、田中が騎乗停止期間中であったため武幸四郎を鞍上に迎えての出走となった。1番人気に支持されたが、後方から伸びを見せたネオユニヴァースに1馬身4分の1離された2着に終わる。皐月賞では騎手が田中に戻り、ネオユニヴァースと差のない2番人気での出走となった。道中は中団に位置取り、最後の直線で外から鋭い脚で伸び、コースの内を回って抜けてきたネオユニヴァースと馬体を併せて2頭で他馬を突き放したが、ネオユニヴァースの鞍上・ミルコ・デムーロと田中の激しい叩き合いの末にアタマ差敗れて皐月賞の戴冠を逃した。その後東京優駿（日本ダービー）へと駒を進めるが、スタート後から折り合いがつかず7着に敗れた。
夏に札幌記念への出走が決まり古馬に挑むことになった。このときから武豊を鞍上に迎えることとなる。レースでは折り合いがつき、後方から上がり3ハロン33秒7の末脚を使い、エアエミネムとの競り合いの末にクビ差勝利した。
神戸新聞杯ではネオユニヴァース、ゼンノロブロイ、ザッツザプレンティ、リンカーンといった春の実績馬との再戦となった。道中は後方を進み、第4コーナー手前で一気に外からまくり先頭に立つ大胆な競馬をしたが、最後の直線半ばでゼンノロブロイに交わされ、3馬身2分の1差の2着に敗れた。陣営は雪辱を誓い、当初予定していた天皇賞（秋）ではなく菊花賞への出走を決断する。しかし長距離特有のスローペースに折り合いが付かず、最後の直線では内にもたれてまともに追えないなどちぐはぐな競馬になってしまい9着に敗れる。ジャパンカップでは重馬場で前残りの展開のなか、後方のまま14着と惨敗する。

### 2004年（4歳）
休養を経て2004年の初戦は中山記念であったが、最後の直線で鋭く伸び、2着サイドワインダーに2馬身2分の1差をつけ、1分44秒9のコースレコードタイムで重賞3勝目を挙げた。
中山記念のあとは安田記念を目標にしていたが、体調不良のため長期休養に入り、天皇賞（秋）で復帰したものの14着と敗れ、11月になって左前脚に浅屈腱炎を発症したことから引退が決まった。

## 競走成績
以下の内容はnetkeiba.comの情報に基づく。
| 競走日     | 競馬場 | 競走名        | 格   | 距離（馬場）  | 頭 数 | 枠 番 | 馬 番 | オッズ （人気） | 着順 | タイム （上り3F） | 着差 | 騎手      | 斤量 [kg] | 1着馬（2着馬）       | 馬体重 [kg] |
| ---------- | ------ | ------------- | ---- | ------------- | ----- | ----- | ----- | --------------- | ---- | ----------------- | ---- | --------- | --------- | -------------------- | ----------- |
| 2002.08.11 | 札幌   | 2歳新馬       |      | 芝1200m（良） | 16    | 5     | 9     | 006.40（3人）   | 01着 | R1:10.8（36.3）   | -0.6 | 0田中勝春 | 53        | （マイジョーカー）   | 490         |
| 0000.09.28 | 札幌   | 札幌2歳S      | GIII | 芝1800m（良） | 9     | 1     | 1     | 002.90（2人）   | 01着 | R1:51.7（35.3）   | -0.1 | 0田中勝春 | 54        | （テイエムリキサン） | 474         |
| 0000.12.08 | 中山   | 朝日杯FS      | GI   | 芝1600m（稍） | 15    | 1     | 2     | 003.40（1人）   | 02着 | R1:33.5（35.3）   | -0.0 | 0田中勝春 | 55        | エイシンチャンプ     | 488         |
| 2003.03.23 | 中山   | スプリングS   | GII  | 芝1800m（良） | 16    | 3     | 5     | 001.70（1人）   | 02着 | R1:48.4（35.1）   | -0.2 | 0武幸四郎 | 56        | ネオユニヴァース     | 488         |
| 0000.04.20 | 中山   | 皐月賞        | GI   | 芝2000m（良） | 18    | 3     | 6     | 004.30（2人）   | 02着 | R2:01.2（34.3）   | -0.0 | 0田中勝春 | 57        | ネオユニヴァース     | 486         |
| 0000.06.01 | 東京   | 東京優駿      | GI   | 芝2400m（重） | 18    | 1     | 1     | 003.60（2人）   | 07着 | R2:29.6（36.4）   | -1.1 | 0田中勝春 | 57        | ネオユニヴァース     | 486         |
| 0000.08.24 | 札幌   | 札幌記念      | GII  | 芝2000m（良） | 9     | 8     | 8     | 002.40（2人）   | 01着 | R2:00.3（33.7）   | -0.0 | 0武豊     | 53        | （エアエミネム）     | 480         |
| 0000.09.28 | 阪神   | 神戸新聞杯    | GII  | 芝2000m（良） | 13    | 6     | 9     | 002.40（1人）   | 02着 | R2:00.1（35.0）   | -0.6 | 0武豊     | 56        | ゼンノロブロイ       | 478         |
| 0000.10.26 | 京都   | 菊花賞        | GI   | 芝3000m（良） | 18    | 5     | 10    | 006.10（3人）   | 09着 | R3.06.0（35.9）   | -1.2 | 0武豊     | 56        | ザッツザプレンティ   | 488         |
| 0000.11.30 | 東京   | ジャパンC     | GI   | 芝2400m（重） | 18    | 2     | 3     | 021.1（10人）   | 14着 | R2:31.4（37.7）   | -1.1 | 0武豊     | 55        | タップダンスシチー   | 480         |
| 2004.02.29 | 中山   | 中山記念      | GII  | 芝1800m（良） | 14    | 1     | 1     | 002.10（1人）   | 01着 | R1:44.9（34.5）   | -0.4 | 0武豊     | 57        | （サイドワインダー） | 492         |
| 0000.10.31 | 東京   | 0天皇賞（秋） | GI   | 芝2000m（稍） | 17    | 5     | 9     | 023.9（11人）   | 14着 | R2:00.8（36.5）   | -1.9 | 0松永幹夫 | 58        | ゼンノロブロイ       | 490         |

- タイム欄のRはレコード勝ちを示す。

## 種牡馬時代
2005年よりレックススタッドで種牡馬として繋養され、供用初年度から106頭の繁殖牝馬に種付けを行い、その後も3年続けて100頭以上に種付けを行った。
初年度産駒は69頭が血統登録された。そのうちの一頭であるサクラシャイニーが2008年5月6日に札幌競馬場で行われたホッカイドウ競馬のフレッシュチャレンジを制したが、この勝利はサクラプレジデント産駒および2008年の日本における新種牡馬産駒の初勝利となった。
2018年に新和牧場に移動後、2019年に種牡馬を引退した。
2020年に引退名馬繋養展示事業の助成対象馬となった。なお、同年1月には産駒初勝利馬のサクラシャイニーが14歳で準重賞（初夢特別）を勝って引退している。
2024年3月15日、繋養先の新和牧場で死去。24歳没。同月19日にジャパン・スタッドブック・インターナショナルで訃報が発表された。

### 主な産駒
- 2006年産
  - サクラローズマリー（スイートピーステークス2着）
  - サクラシャイニー（黒潮マイルチャンピオンシップ2回、大高坂賞3回、御厨人窟賞2回、福永洋一記念、園田FCスプリント、同産駒初勝利馬[17]）
- 2008年産
  - サクラゴスペル（オーシャンステークス2回、京王杯スプリングカップ）
  - ベストマイヒーロー（岩手ダービー ダイヤモンドカップ[21]、南部駒賞、若駒賞、金杯。岩手競馬2歳最優秀馬[22]）
  - タキノプリンセス（荒炎賞）
  - ラブミープラチナ（OROターフスプリント）
  - サクラベル（クローバー賞）
  - アティロン（唐津湾賞、嘉瀬川賞）
- 2009年産
  - サクラレグナム（建依別賞、大高坂賞2回、黒潮スプリンターズカップ2回、御厨人窟賞）
- 2010年産
  - サクラプレジール（フラワーカップ）

## 血統表
| サクラプレジデントの血統                                   | サクラプレジデントの血統              | サクラプレジデントの血統           | （血統表の出典）                   | （血統表の出典） |
| 父系                                                       | サンデーサイレンス系（ヘイロー系）    | サンデーサイレンス系（ヘイロー系） | サンデーサイレンス系（ヘイロー系） | [ § 2 ]          |
| 父 *サンデーサイレンス Sunday Silence 1986 青鹿毛 アメリカ | 父の父Halo 1969 黒鹿毛 アメリカ       | Hail to Reason                     | Turn-to                            | Turn-to          |
| 父 *サンデーサイレンス Sunday Silence 1986 青鹿毛 アメリカ | 父の父Halo 1969 黒鹿毛 アメリカ       | Hail to Reason                     | Nothirdchance                      |                  |
| 父 *サンデーサイレンス Sunday Silence 1986 青鹿毛 アメリカ | 父の父Halo 1969 黒鹿毛 アメリカ       | Cosmah                             | Cosmic Bomb                        | Cosmic Bomb      |
| 父 *サンデーサイレンス Sunday Silence 1986 青鹿毛 アメリカ | 父の父Halo 1969 黒鹿毛 アメリカ       | Cosmah                             | Almahmoud                          |                  |
| 父 *サンデーサイレンス Sunday Silence 1986 青鹿毛 アメリカ | 父の母Wishing Well 1975 鹿毛 アメリカ | Understanding                      | Promised Land                      | Promised Land    |
| 父 *サンデーサイレンス Sunday Silence 1986 青鹿毛 アメリカ | 父の母Wishing Well 1975 鹿毛 アメリカ | Understanding                      | Pretty Ways                        |                  |
| 父 *サンデーサイレンス Sunday Silence 1986 青鹿毛 アメリカ | 父の母Wishing Well 1975 鹿毛 アメリカ | Mountain Flower                    | Montparnasse                       | Montparnasse     |
| 父 *サンデーサイレンス Sunday Silence 1986 青鹿毛 アメリカ | 父の母Wishing Well 1975 鹿毛 アメリカ | Mountain Flower                    | Edelweiss                          |                  |
| 母 セダンフォーエバー 1987 鹿毛                            | 母の父マルゼンスキー 1974 鹿毛        | Nijinsky II                        | Northern Dancer                    | Northern Dancer  |
| 母 セダンフォーエバー 1987 鹿毛                            | 母の父マルゼンスキー 1974 鹿毛        | Nijinsky II                        | Flaming Page                       |                  |
| 母 セダンフォーエバー 1987 鹿毛                            | 母の父マルゼンスキー 1974 鹿毛        | *シル                              | Buckpasser                         | Buckpasser       |
| 母 セダンフォーエバー 1987 鹿毛                            | 母の父マルゼンスキー 1974 鹿毛        | *シル                              | Quill                              |                  |
| 母 セダンフォーエバー 1987 鹿毛                            | 母の母サクラセダン 1972 鹿毛          | *セダン                            | Prince Bio                         | Prince Bio       |
| 母 セダンフォーエバー 1987 鹿毛                            | 母の母サクラセダン 1972 鹿毛          | *セダン                            | Staffa                             |                  |
| 母 セダンフォーエバー 1987 鹿毛                            | 母の母サクラセダン 1972 鹿毛          | *スワンズウッドグローヴ            | Grey Sovereign                     | Grey Sovereign   |
| 母 セダンフォーエバー 1987 鹿毛                            | 母の母サクラセダン 1972 鹿毛          | *スワンズウッドグローヴ            | Fakhry                             |                  |
| 母系(F-No.)                                                | スワンズウッドグローヴ系(FN:16-a)     | スワンズウッドグローヴ系(FN:16-a)  | スワンズウッドグローヴ系(FN:16-a)  | [ § 3 ]          |
| 5代内の近親交配                                            | Mahmoud5×5                            | Mahmoud5×5                         | Mahmoud5×5                         | [ § 4 ]          |
| 出典                                                       | 1. 2. 3. 4.                           | 1. 2. 3. 4.                        | 1. 2. 3. 4.                        | 1. 2. 3. 4.      |

- 半妹サクラレーヌの産駒に2024年東京新聞杯勝ち馬のサクラトゥジュールがいる。
- 母・セダンフォーエバー[3]は1988年の東京優駿優勝馬サクラチヨノオー[15]、種牡馬として活躍したサクラトウコウの全妹であり、1988年の朝日杯3歳ステークス優勝馬サクラホクトオーの半妹[15]である。祖母・サクラセダンの最後の産駒でもある[3]。